# Insubordination

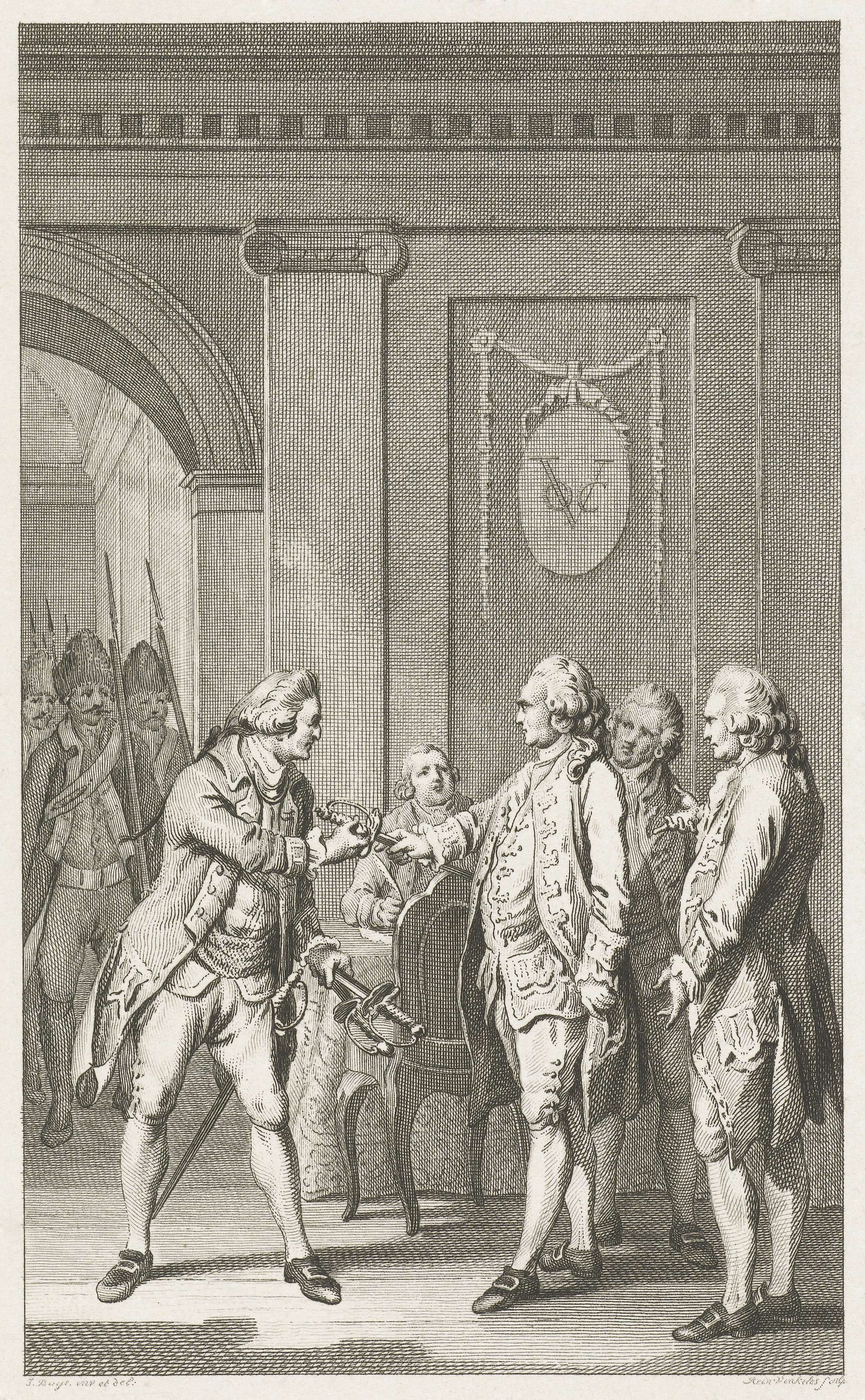
Arrestation de trois conseillers municipaux à Batavia (Jakarta) en 1741 pour insubordination

L’insubordination est le refus de respecter les lois en vigueur, d'obéir aux ordres de son supérieur, ou encore de se rebeller contre l'autorité. Refuser d'accomplir une action qui est illégale n'est pas de l'insubordination, tout comme refuser de la faire si son supérieur ne détient pas l'autorité nécessaire. 